# Mayapán

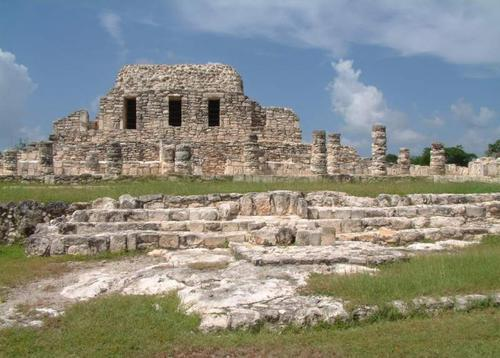
Mayapan

Mayapán (języki majańskie Màayapáan) – ośrodek cywilizacji prekolumbijskiej położony w meksykańskim stanie Jukatan około 40 km na południowy wschód od miasta Merida i 100 km na zachód od Chichén Itzá. Mayapán był ośrodkiem politycznym Majów na półwyspie Jukatańskim w okresie od około 1220 do 1440 r. n.e.
W 1221 r. Majowie zbuntowali się przeciwko władcom z Chichén Itzá. Po zakończeniu wojny domowej przedstawiciele najważniejszych miast na Jukatanie spotkali się w celu ustanowienia z powrotem dla nich zwierzchniej władzy. Zdecydowano o wybudowaniu nowej stolicy w pobliżu miasta Techaquillo – miejsca narodzin generała, który pokonał Chichén Itzá. Wzniesiono mur obronny a nową osadę nazwano Mayapán (co oznaczało "Sztandar ludu Majów"). Wódz bogatej i starej rodziny Cocom, która brała udział w powstaniu przeciwko Chichén został wybrany królem ale także przedstawiciele pozostałych najważniejszych rodów arystokratycznych otrzymali reprezentację we władzach. Taki układ sił przetrwał około 200 lat (według niektórych badaczy wywodzących swe twierdzenia z kronik Majów Mayapan istniało równolegle z Chichén Itzá i Uxmal i tworzyło razem z nimi przymierze, jednak wykopaliska archeologiczne wskazują, że ta koncepcja jest mniej prawdopodobna). W 1441 r. Ah Xupan ze szlacheckiej rodziny Xiu poczuł się urażony machinacjami politycznymi władców Cocom i zorganizował przeciwko nim przewrót. Większość członków rodziny Cocom została wymordowana, Mayapán spalony i ograbiony, następnie opuszczony przez jego mieszkańców. Od tego momentu jedność polityczna Jukatanu przestała istnieć a powstały walczące ze sobą państwa-miasta.
Obecnie Mayapán w ogóle nie przypomina miasta z okresu swojej świetności. Przyczyniły się do tego zajścia z okresu walk w XV w., kiedy to zerwano lub spalono wszystkie dachy najważniejszych budowli. Jednak samo Mayapán nigdy nie dorównało takim monumentalnym miejscom jak: Chichén Itzá czy Uxmal. W mieście znajduje się m.in. jedna centralna piramida będąca mniejszą wersją tzw. Castillo z Chichén Itzá oraz kilka mniejszych budowli służących mieszkańcom jako świątynie lub pałace. Poza tym Mayapán nie miało nigdy zbytnio rozwiniętej infrastruktury publicznej. Większość z czterokilometrowego obszaru znajdującego się poza murami była zabudowana budynkami mieszkalnymi w liczbie ok. 3,5 tys. Miasto mogło mieć od 11 do 15 tys. obywateli.
W latach pięćdziesiątych XX wieku w Mayapán prowadzono pięcioletnie badania archeologiczne, które były kontynuowane w 2001 r.